# Giancarlo Colombini
Giancarlo Colombini (Milano, 5 novembre 1906 – Roma, 23 gennaio 1991) è stato un compositore italiano di opere liriche.

## Biografia
Ha appreso i primi rudimenti musicali da un sacerdote, Don Carlo Buzzi. Si è iscritto al Conservatorio Giuseppe Verdi di Milano, dove si è diplomato nel 1922 in pianoforte con Giuseppe Frugatta e in composizione con Vincenzo Ferroni. Nel 1931 ha sposato Elena Camera, figlia del grande baritono Edoardo Camera. 
Negli anni 30 ha collaborato con Carlo Lombardo in alcune operette di successo (oltre 400 recite per “I mulini di Pit Lil”). 
Nel 1943 (prima ancora che si dedicasse alla composizione della sua prima opera lirica) ha conosciuto Tullio Serafin, che in una lettera autografa (Roma 17/4/1943) lo definisce “di doti non comuni, di inventiva melodica facile … ottimo pianista … agguerrito nelle discipline musicali”. 
È stato uno degli allievi di Pietro Mascagni, da cui ha attinto la passionalità della forma melodrammatica. 
Nel 1945 ha composto la sua prima opera lirica Jade, che è stata inserita nel cartellone della stagione lirica RAI 1960/61 (più volte trasmessa nell'esecuzione dell'Orchestra Sinfonica di Milano diretta da Ferruccio Scaglia).
Ha scritto composizioni liriche e strumentali per pianoforte. Ha composto anche musica sacra e oratori per soli, coro e orchestra.
Negli ultimi cinquant'anni di vita si è dedicato alla composizione per il teatro lirico, affrontando temi e ambienti diversi: ne Il ghetto è l'Olocausto, in Germinal (dal lavoro di Emile Zola) il dramma delle prime ribellioni alle condizioni di vita nelle miniere francesi alla fine dell'800. 
Nel 1952 si è trasferito a Roma, dove ha composto Starez, opera lirica in tre atti ispirata al personaggio di Rasputin. 
Nel 1970 ha ottenuto un riconoscimento internazionale al Concorso Guido Valcarenghi, presieduto da Herbert Von Karajan, con Il ghetto, opera lirica in tre atti premiata con targa d'argento tra trentasei partiture concorrenti di dodici nazioni. Nello stesso anno è stato nominato Socio della SIAE. 
Nel 1972 ha vinto il concorso indetto dalla Cassa Nazionale Musicisti con l'opera in un atto “MIRAGGIO” (dal romanzo di Rodenbach) su libretto di Emidio Mucci, già collaboratore di Licinio Refice. 
Monte Compatri (Roma), dove risiedeva dal 1972 gli ha conferito la cittadinanza onoraria per il contributo dato alla conoscenza della musica, organizzando concerti lirici e sinfonici. Nella stessa cittadina è stata fondata la Scuola di Musica “Giancarlo Colombini”. 
Dal 1988 stava lavorando a Masha, un'opera lirica in tre atti su libretto di Dino Borlone (autore anche de Il ghetto, Germinal e Survival), tratta da La figlia del Capitano di Puškin. L'opera è rimasta incompiuta a metà del secondo atto. 
È morto il 23 gennaio 1991. È sepolto a Monte Compatri.

## Opere
- 1944	Alba romana, bozzetto sinfonico eseguito dall'orchestra sinfonica della RAI (Direttore Enrico Guarnieri).
- 1950	Armonie alpestri (il Monte – il Lago – il Fiume), per pianoforte; Impressioni da quadri di Remo Patocchi.
- 1950	Jade, opera lirica in tre atti su libretto di Pietro Carli inserita nel cartellone della stagione lirica 1960/61 della RAI (Direttore Ferruccio Scaglia) più volte trasmessa.
- 1958	La porta nuova, un atto comico su libretto di Tina e Orazio Marcheselli.
- 1960	Starez, opera lirica in tre atti ispirati al personaggio di Rasputin. Libretto di Orazio Marcheselli . Nel 1972 sono state eseguite due danze al Teatro San Carlo di Napoli, Direttore Elio Boncompagni.
- 1962	Sei momenti francescani, liriche per soli e orchestra su testi di Elena Giannini Alessandri. Eseguite dall'orchestra Scarlatti di Napoli. Più volte trasmesse dalla RAI, dalla Radio Vaticana e da Radio Monteceneri.
- 1970	Il ghetto – Varsavia 1943, opera lirica in tre atti su libretto di Dino Borlone, premiata con targa d'argento al Concorso Internazionale Guido Valcarenghi, (presidente della commissione Herbert Von Karajan).
- 1972	Miraggio, opera lirica in un atto su libretto di Emidio Mucci, premiata al Concorso indetto dalla Cassa Nazionale Musicisti.
- 1973	La passione di S. Agnese, per soli coro e organo su testo latino di Emidio Mucci.
- 1974	Survival, cantata per soli, coro e orchestra su testo di Dino Borlone, commissionata per la RAI dal Maestro F. Siciliani.
- 1978	Ricognizione per Elena, cantata per soli, coro e orchestra, testo di Dino Borlone.
- 1981	Germinal , opera lirica in tre atti su libretto di Dino Borlone (dal romanzo di Emile Zola).

È rimasta incompiuta un'opera, Masha tratta da La figlia del Capitano .
Fra altre attività musicali, ha orchestrato Il Transito di S. Camillo de Lellis Oratorio in due parti per narratore, soli, coro e orchestra; testo e Musica di P. Giuseppe Bini.

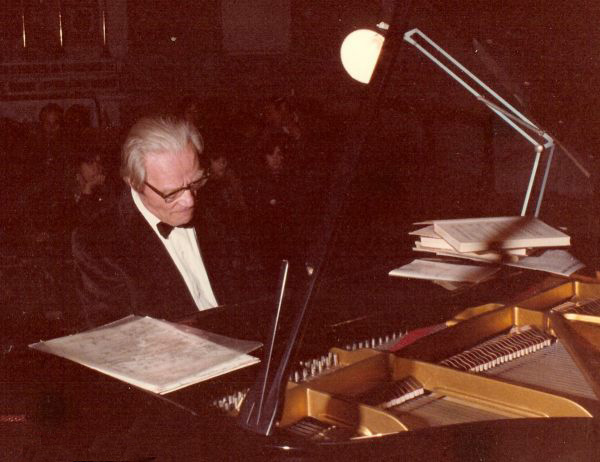
« … di doti non comuni, di inventiva melodica facile … ottimo pianista … agguerrito nelle discipline musicali » Tullio Serafin
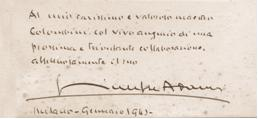
« … col vivo augurio di una prossima e trionfante collaborazione » Giuseppe Adami – Autore del libretto di Turandot

## Discografia
Non pubblicata (numerose registrazioni presso gli archivi RAI, Radio Monteceneri (ora Radiotelevisione Svizzera di lingua Italiana), Radio Vaticana).

- "Il Transito di S. Camillo de Lellis" -  Orchestra Filarmonica di Roma, Direttore: Ezio Monti, (Il Melograno).